# BMW 2 Серії (G42)
BMW 2 серії (G42) — це друге покоління субкомпактного представницького купе BMW 2 серії, наступника 2021 року купе та кабріолета 2 серії F22. G42 2 — перший автомобіль BMW, розроблений мексиканською компанією BMW, який виробляється на заводі BMW у Сан-Луїс-Потосі, Мексика, з 2 вересня 2021 року.

## Розробка та запуск

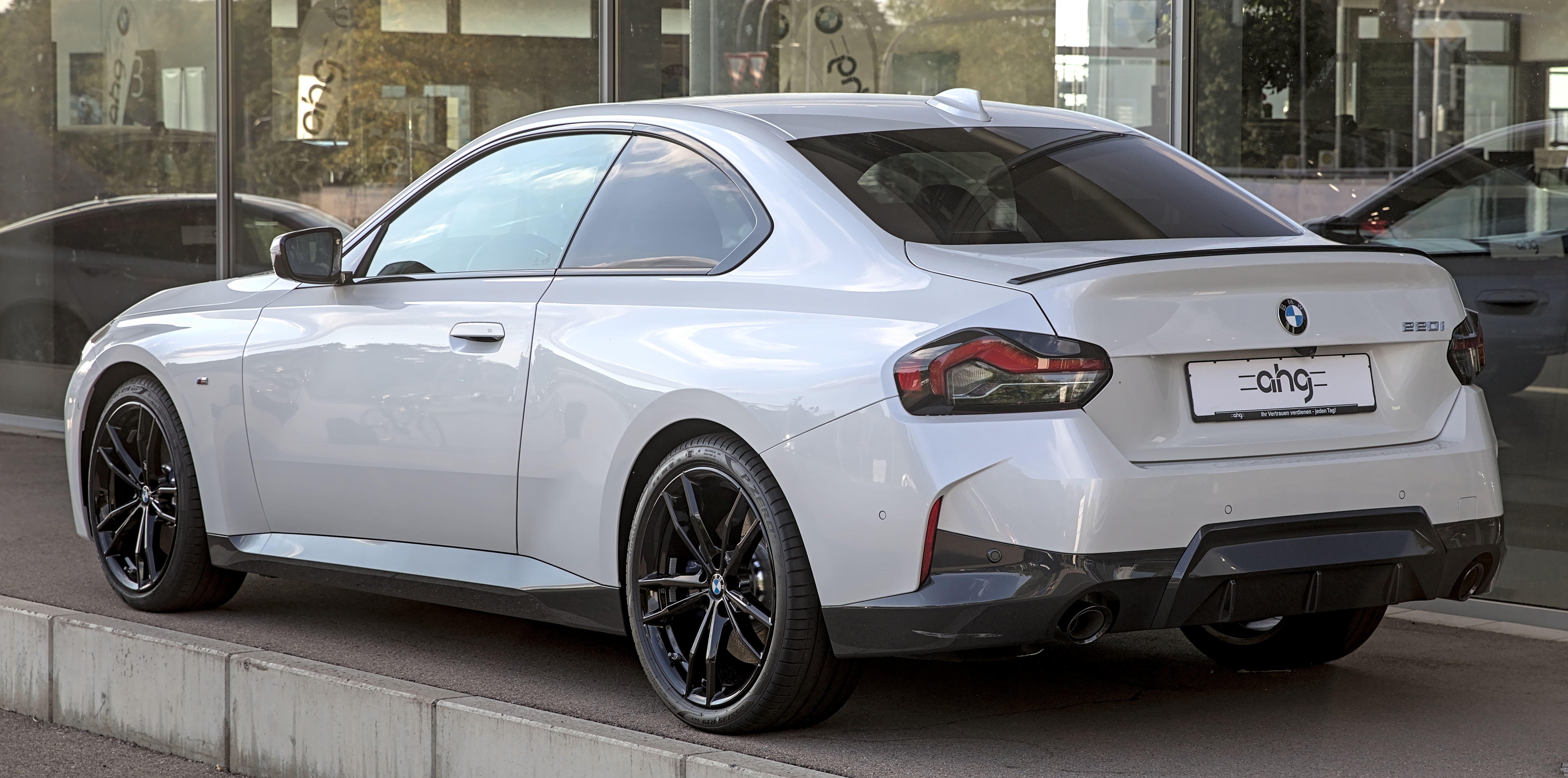
2022 BMW M240i

Залишаючись задньопривідною моделлю, G42 побудований на платформі CLAR із розподілом ваги приблизно 50:50 і схожий на багато механічних компонентів і опцій двигуна з моделями G20 3 та G22 4 серії. На відміну від свого попередника, базове друге покоління серії 2 і купе M240i більше не доступне з механічною коробкою передач і не доповнюється кузовом кабріолет. Запущені моделі складаються з м'якого гібридного дизельного двигуна 220d, бензинового двигуна 220i та 230i та M240i xDrive.

## Обладнання

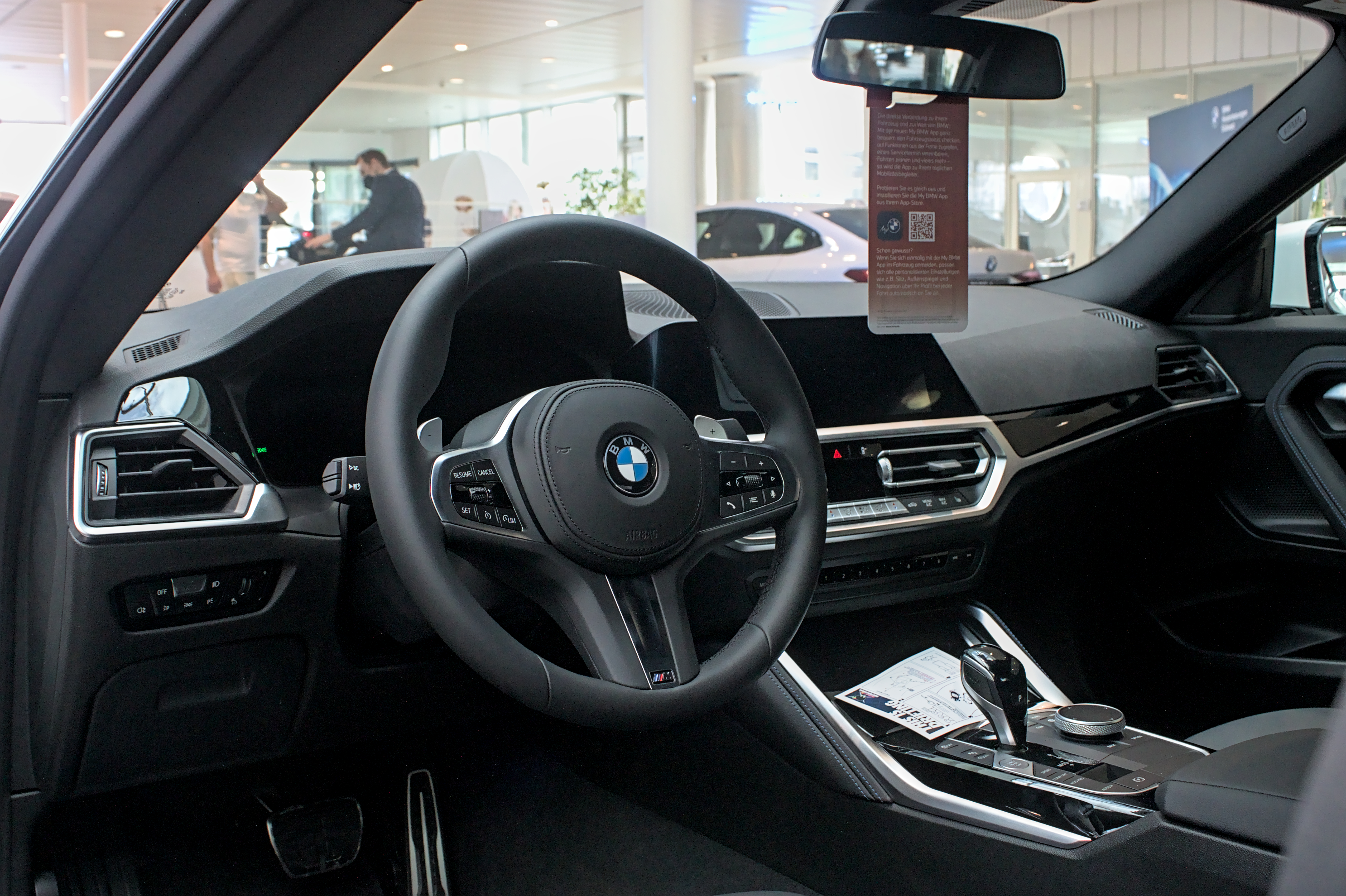
Інтер'єр

Стандартне обладнання на ринку США включає Apple CarPlay, Android Auto, стереосистему з 10 динаміками, адаптивний круїз-контроль, систему контролю тиску в шинах і Active Driving Assistant. Яка машина? виявили, що поворотний регулятор для супутникової навігації менш відволікає у використанні, ніж сенсорний екран. Журнал Top Gear вважає, що фізичні кнопки купе більш зручні для користувача, ніж сенсорні інтерфейси в інших моделях BMW.

### Деталі M Performance
218—230 із комплектацією M Sport і моделі M240 можуть бути оснащені деталями M Performance. До них входять передній спліттер з вуглецевого волокна, бічні пороги та спойлер, диски M, спортивне кермо та дверний проектор.

## Моделі

### Бензинові двигуни
| Модель       | Компоновка    | Роки     | Двигун                 | Потужність                                                                             | Крутний момент                               |
| ------------ | ------------- | -------- | ---------------------- | -------------------------------------------------------------------------------------- | -------------------------------------------- |
| 218i         | Задній привід | 2022 рік | BMW B482,0 л I4 турбо  | 115 кВт (154 к. с.) при 4500–6500 об/хв                                                | 250 Н⋅м (184 фунт⋅футів) при 1300–4300 об/хв |
| 220i         | Задній привід | 2021 рік | B48B20M02,0 л I4 турбо | 135 кВт (181 к.с.) Механічна при 5000–6500 об/хв                                       | 300 Н⋅м (221 фунт⋅фут) при 1350–4000 об/хв   |
| 230i         | Задній привід | 2021 рік | B48O1ZIK2,0 л I4 турбо | 180 кВт (241 к.с.) Механічна при 4500–6500 об/хв                                       | 400 Н⋅м (295 фунт⋅футів) при 1600–4000 об/хв |
| 230i xDrive  | Повний привід | 2022 рік | B48O1ZIK2,0 л I4 турбо | 180 кВт (241 к.с.) Механічна при 4500–6500 об/хв                                       | 400 Н⋅м (295 фунт⋅футів) при 1600–4000 об/хв |
| M240i        | Задній привід | 2022 рік | 3,0 л B58B30O1І6 турбо | 285 кВт (382 к.с.) при 5800–6500 об/хв 275 кВт (369 к.с.) при 5800–6500 об/хв (Європа) | 500 Н⋅м (369 фунт⋅футів) при 1800–5000 об/хв |
| M240i xDrive | Повний привід | 2021 рік | 3,0 л B58B30O1І6 турбо | 285 кВт (382 к.с.) при 5800–6500 об/хв 275 кВт (369 к.с.) при 5800–6500 об/хв (Європа) | 500 Н⋅м (369 фунт⋅футів) при 1800–5000 об/хв |

### Дизельні двигуни
| Модель | Компоновка    | Роки     | Двигун               | Потужність                                  | Крутний момент                               |
| ------ | ------------- | -------- | -------------------- | ------------------------------------------- | -------------------------------------------- |
| 220d   | Задній привід | 2021 рік | B47D202,0 л I4 турбо | 140 кВт (188 к.с.) Механічна при 4000 об/хв | 400 Н⋅м (295 фунт⋅футів) при 1750—2500 об/хв |

## BMW M2

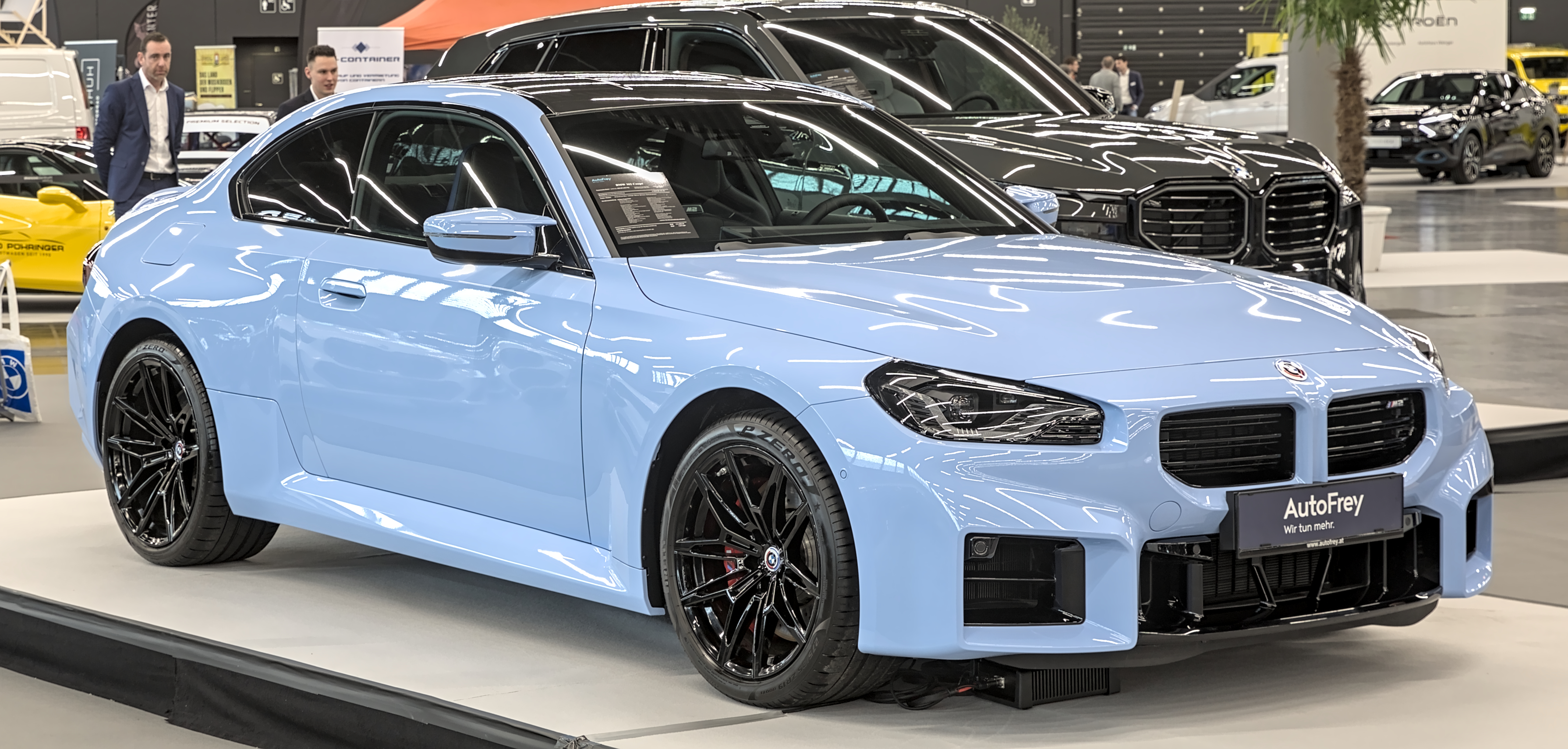
BMW M2 (G87)

### M2 (G87)
У жовтні 2022 року BMW показала друге покоління високопродуктивного M2, продажі якого почнуться в 2023 році. Як і його попередник, він має тільки задній привід і має як механічну, так і автоматичну коробку передач. Він використовує подвійний турбодвигун S58, який був розстроєний порівняно з моделями M3 і M4.